# Freds- och konfliktforskningsinstitutet
Freds- och konfliktforskningsinstitutet (internationellt: Tampere Peace Research Institute, TAPRI) är ett finländskt forskningsinstitut i Tammerfors för freds- och konfliktforskning.  
Freds- och konfliktforskningsinstitutet inrättades genom lag 1970 och förlades till Tammerfors. Institutet, som ersatte den freds- och konfliktforskningsdelegation som tillsattes 1966, har till uppgift att utföra vetenskapliga undersökningar på områden som berör bevarandet och tryggandet av freden. Det anslöts 1994 till Tammerfors universitet som en självständig forskningscentral vid samhällsvetenskapliga forskningsanstalten.